# Dąbrowa (Śmiardowo Krajeńskie)
Dąbrowa (niem. Eichen) – część wsi Śmiardowo Krajeńskie w Polsce, położona w województwie wielkopolskim, w powiecie złotowskim, w gminie Krajenka.
Leży około 2 km na północ od centrum wsi.

## Historia
Dawniej samodzielna wieś krajeńska, stanowiąca samodzielną gromadę w gminie Krajenka w powiecie złotowskim w województwie koszalińskim. W 1954 włączona do gromady Śmiardowo Krajeńskie, a po jej zniesieniu 31 grudnia 1971 do gromady Krajenka. Od 1973 w reaktywowanej gminie Krajenka. W latach 1975–1998 miejscowość administracyjnie należała do województwa pilskiego.